# Okręg Pointe-à-Pitre
Okręg Pointe-à-Pitre (fr. Arrondissement de Pointe-à-Pitre) – okręg na Gwadelupie. Okręg zamieszkuje ponad 211 tysięcy osób.

## Podział administracyjny
W skład okręgu wchodzą następujące kantony:
- Abymes-1,
- Abymes-2,
- Abymes-3,
- Abymes-4,
- Abymes-5,
- Anse-Bertrand,
- Capesterre-de-Marie-Galante,
- Désirade,
- Grand-Bourg,
- Gosier-1,
- Gosier-2,
- Morne-à-l'Eau-1,
- Morne-à-l'Eau-2,
- Moule-1,
- Moule-2,
- Petit-Canal,
- Pointe-à-Pitre-1,
- Pointe-à-Pitre-2,
- Pointe-à-Pitre-3,
- Saint-Louis,
- Saint-François,
- Sainte-Anne-1,
- Sainte-Anne-2.